# Canazei
Canazei (en ladino: Cianacei) es un municipio italiano de 1.829 habitantes en la provincia de Trento y está situado en el extremo septentrional de la Val di Fassa, casi en el límite con las provincias de Bolzano al norte y Belluno al este y es uno de los 18 municipios que forman la Ladinia. Está a unos 70 kilómetros al noreste de Trento. 
El municipio de Canazei contiene las frazioni (subdivisiones, principalmente pueblos y aldeas) de Alba, Penia, Gries y Cianacei.
Canazei limita con los siguientes municipios: Selva di Val Gardena, Corvara, Livinallongo del Col di Lana, Campitello di Fassa, Mazzin, Pozza di Fassa, y Rocca Pietore.
Canazei es también un lugar para el turismo de nieve en el circuito de «Sella Ronda» con 175 km de pistas.

## Referencias

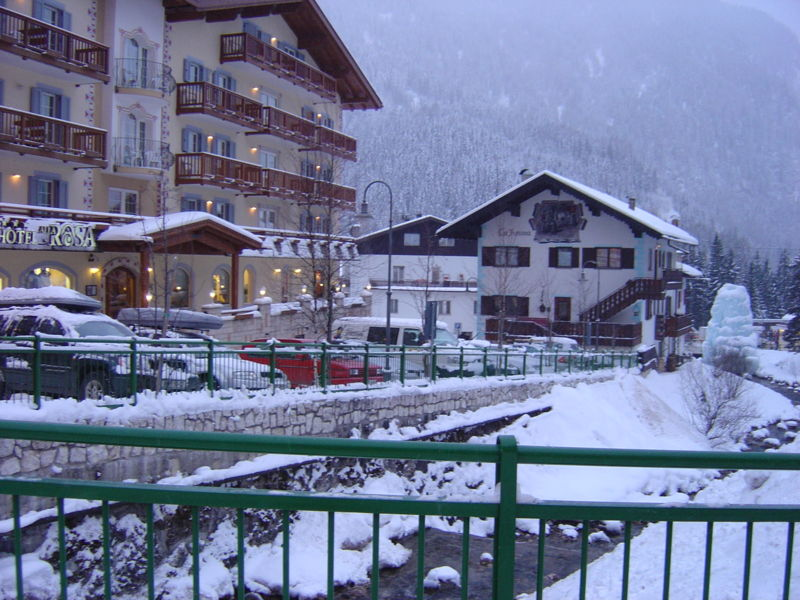
Vista de Canazei.

## Evolución demográfica
| Gráfica de evolución demográfica de Canazei entre 1861 y 2001 |
|                                                               |
| Fuente ISTAT - elaboración gráfica de Wikipedia               |